# Donika Kastrioti
Donika Kastrioti właśc.: Andronika Arianiti (ur. 1428 w Kaninë k. Wlory, zm. 1505/1506) – córka Gjergji Arianitiego i Marii Muzaka, żona Skanderbega.

## Życiorys
Była córką Gjergji Arianitiego, jednego z możnych albańskich i dowódców, walczących u boku Skanderbega i siostrą Angeliny Kastrioti, żony Stefana V Brankovicia zwanego Ślepym. 21 kwietnia 1451 poślubiła Skanderbega w klasztorze prawosławnym w Ardenicy. Małżeństwo miało wzmocnić sojusz Skanderbega z jedną z najzamożniejszych i najbardziej wpływowych rodzin albańskich. W 1456 przyszedł na świat syn Skanderbega i Doniki - Gjon Kastrioti II.
Po śmierci Skanderbega w 1468, Donika Kastrioti wraz ze swoim synem znalazła schronienie w Królestwie Neapolu. Od króla Neapolu Ferdynanda I otrzymała we władanie Księstwo San Pietro w Galatinie. Z 5 marca 1505 pochodzi ostatni zachowany dokument, sygnowany przez Donikę Kastrioti - list, w którym skarży się na splądrowanie Galatiny przez żołnierzy hiszpańskich. Zmarła prawdopodobnie w 1505 lub 1506. Na życzenie Joanny Aragońskiej, córki Ferdynanda I została pochowana w Walencji.